# Wilson João Beraldo
Wilson João Beraldo (Pouso Alegre, 9 de agosto de 1918 — Juiz de Fora, 24 de abril de 1995) foi um político brasileiro do estado de Minas Gerais. Foi deputado estadual em Minas Gerais pelo PSD de 1947 a 1951.